# Bensonhurst Blues

Bensonhurst Blues est un blues écrit et composé par le saxophoniste et flutiste Artie Kaplan et le guitariste Arthur Kornfeld. 

## Histoire de cette chanson
Créé aux USA en 1973, ce blues, écrit et composé par le saxophoniste et flutiste Artie Kaplan et le guitariste Arthur Kornfeld, est passé inaperçu aux États-Unis. Il a été popularisé en Europe dans les années 1980. Il est toutefois sorti en France dès 1973 en single 45 tours.
Ce blues, interprété par Oscar Benton, est le thème du film français Pour la peau d'un flic joué et réalisé par Alain Delon et sorti en 1981,.